# Stratford-upon-Avon
Stratford-upon-Avon (ejtsd: strætfəd əpɒn eɪvən, röviden Stratford) egy mezőváros az angliai Warwickshire megyében. A város Birminghamtől 22 km-re délkeletre, valamint Warwick-től 8 km-re délnyugatra fekszik az Avon-folyó partján. Ez Stratford-on-Avon körzet legnépesebb települése. A város négy választó körzetből áll: Alveston, Avenue és New Town, Mount Pleasant és Guild és Hathaway. Ezen körzetek népessége a 2007-es népszámlálás szerint 25 505.
A város népszerű turista célpont: évente mintegy hárommillió turista keresi föl, főként azért, mert ez William Shakespeare állítólagos szülővárosa. Itt található Nagy Britannia egyik legfontosabb kulturális helyszíne, a Királyi Shakespeare Színház.

## Története
Stratford angolszász település, amely mezővárosként fejlődött a középkor idején. Városi rangot 1196-ban kapott, így ma már több mint 800 éves. Elnevezése az óangol strǣt ("street" - utca) és a ford (gázló) szavakból áll össze.
1769-ben egy háromnapos Shakespeare jubileumi ünnepségen fellépett a városban David Garrick színész. A rendkívüli eseményre készítettek a egy látványos dómot is, amely sok látogatót vonzott a városba.
Stratford közel fekszik a Cotswolds hegyekhez, mintegy mintegy 10km-re északra Chipping Campden várostól. A Cotswolds területén egészen a 19. század második feléig jelentős birkatenyésztés folyt. Akkoriban Stratford a gyapjú feldolgozás és elosztás központja volt, jelentős cserzőműhelyekkel. A város római útjain közlekedtek a középkori kereskedők.

## Kormányzata
A város kormányzati szerve a városi tanács (Stratford-upon-Avon Town Council), amely a Rother utcai városházán található. A Stratford-on-Avon Körzeti Tanács a Church utcai Erzsébet-házban (Elizabeth House) kapott helyet. A városi tanács felel a bűncselekmény-megelőzésért, temetőkért, nyilvános illemhelyekért, hulladékgyűjtésért, folyószabályozásért, parkokért, valamint a város polgármesterének megválasztásáért.
Stratford-on-Avon külvárosi és egyéb városrészei: Shottery, Bishopton, Bridgetown, Tiddington és a Régi városrész (Old Town).

### Éghajlata
Stratford éghajlata nem különbözik a brit szigetekre jellemző mérsékelt tengeri éghajlattól. Ez azt jelenti, hogy nem jellemző a forróság és a fagy sem. A napsütéses órák száma alacsony (évente kevesebb mint 1400 óra) és a csapadék egyenletesen oszlik el egész évben.
A legmagasabb hőmérsékletet 1990 augusztusában mérték (35.7°C), amely jóval magasabb az átlagos nyári 22°C-os hőmérsékletnél. A legalacsonyabb hőmérsékletet 1982-ben mérték (-21.0°C).
| Hónap                         | Jan. | Feb. | Már. | Ápr. | Máj. | Jún. | Júl. | Aug. | Szep. | Okt. | Nov. | Dec. | Év   |
| ----------------------------- | ---- | ---- | ---- | ---- | ---- | ---- | ---- | ---- | ----- | ---- | ---- | ---- | ---- |
| Átlagos max. hőmérséklet (°C) | 6,9  | 7,5  | 10,2 | 12,8 | 16,5 | 19,4 | 22,2 | 21,7 | 18,5  | 14,3 | 9,9  | 7,7  | 14,0 |
| Átlagos min. hőmérséklet (°C) | 0,7  | 0,5  | 2,0  | 3,2  | 5,8  | 8,8  | 10,9 | 10,7 | 8,7   | 6,0  | 2,8  | 1,5  | 5,2  |
| Átl. csapadékmennyiség (mm)   | 56   | 41   | 46   | 47   | 49   | 55   | 44   | 61   | 55    | 56   | 52   | 61   | 622  |
| Forrás:                       |      |      |      |      |      |      |      |      |       |      |      |      |      |

## Gazdasága

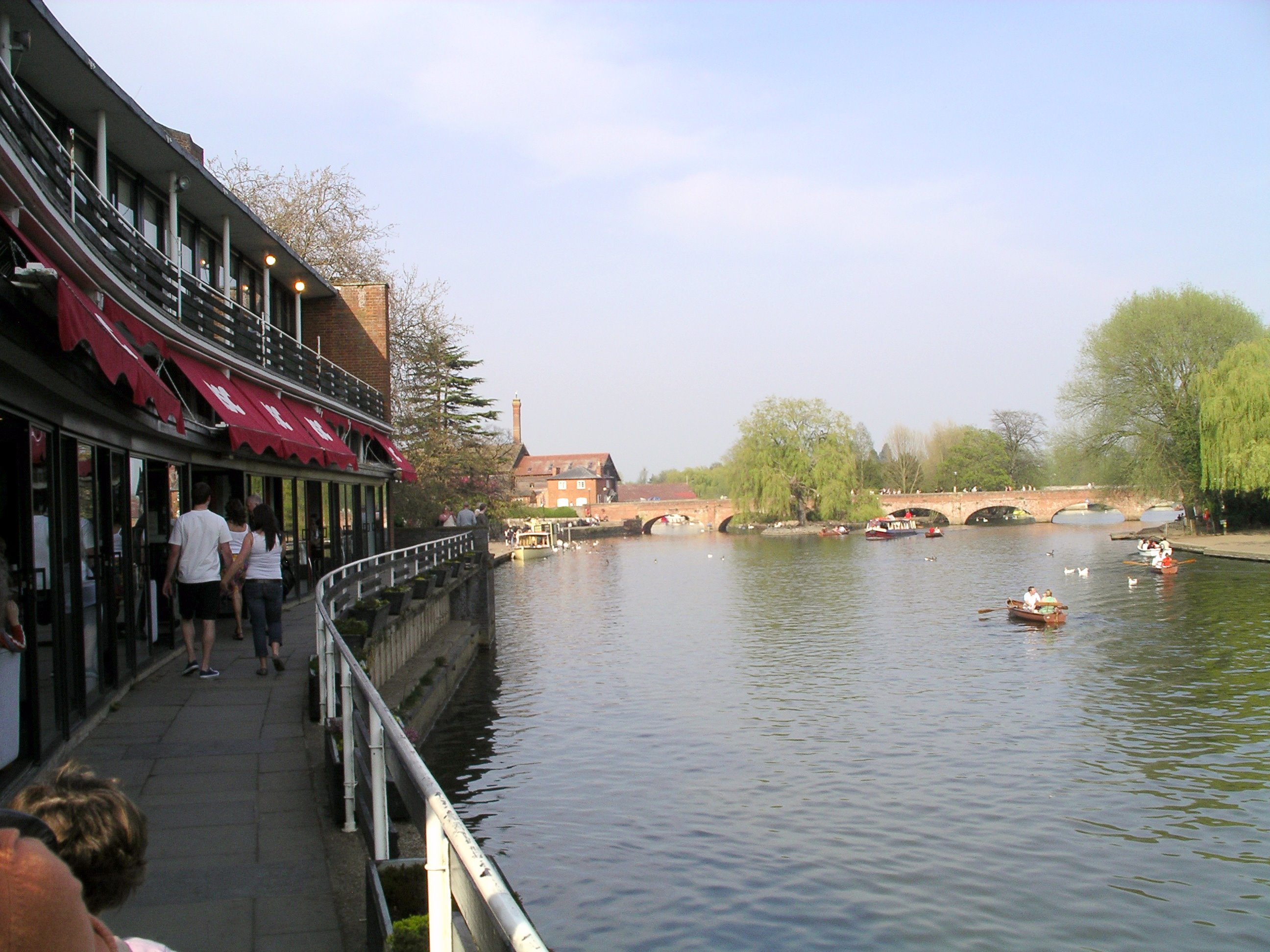
Az Avon-folyó és a Királyi Shakespeare Színház (2007. április).

A foglalkoztatásért leginkább felelős vendéglátó és turisztika mellett egyéb iparágak is részt vállalnak a város gazdaságában. Ilyen például a hajóépítés és karbantartás, kerékpárkészítés, gépészeti és villamos tervezés, élelmiszergyártás, információs technológia (call center és szolgáltatások), autóértékesítés, ipari gyárbérlés, építőanyag beszállítás, szerény mértékű zöldségtermesztés, földművelés, raktározás és logisztika, pénzügy és biztosítás, valamint jelentős a kiskereskedelem.
A város legfőbb munkáltatói az NFU Mutual Insurance Company (és az Avon Insurance), AMEC, Tesco, Morrisons, Marks & Spencer, Debenhams, B & Q valamint a Pashley Cycles. A neves Királyi Shakespeare társulat három színházat működtet a városban, amelyek jelentős nézőközönséget és bevételt jelentenek a város számára is.

### Turizmus
Az állandó nagyszámú turista áradatnak köszönhetően a város gazdasága virágzik. 2010-ben a körzeti tanács 298 000 angol fontot költött a turizmus reklámozására valamint egy nyitott tetejű városnéző buszvonalat is folyamatosan üzemeltet. 2010-ben a Stratford-on-Avon Körzeti Tanács elindított egy turisztikai internetes oldalt Discover Stratford címen.

## Templomok
- Szentháromság templom (Holy Trinity Church), benne Shakespeare síremléke
- Szent György katolikus templom (St Gregory's Catholic Church)
- Szent András templom (St Andrew's Church Shottery)
- Stratford-upon-Avon Egyesült református templom (United Reformed Church)

## A várossal kapcsolatba hozható híres emberek
A Királyi Shakespeare Színház révén sok híres színész töltött rövidebb-hosszabb időt a városban, vagy a környező falvakban.
- William Shakespeare, angol drámaíró, költő.
- Adrian Newey, Forma 1-es mérnök.
- George Macaulay Trevelyan, történész
- Simon Pegg, színész
- Jeffery Dench, színész
- David Bradley, színész
- Arthur C. Clarke, író

## Galéria

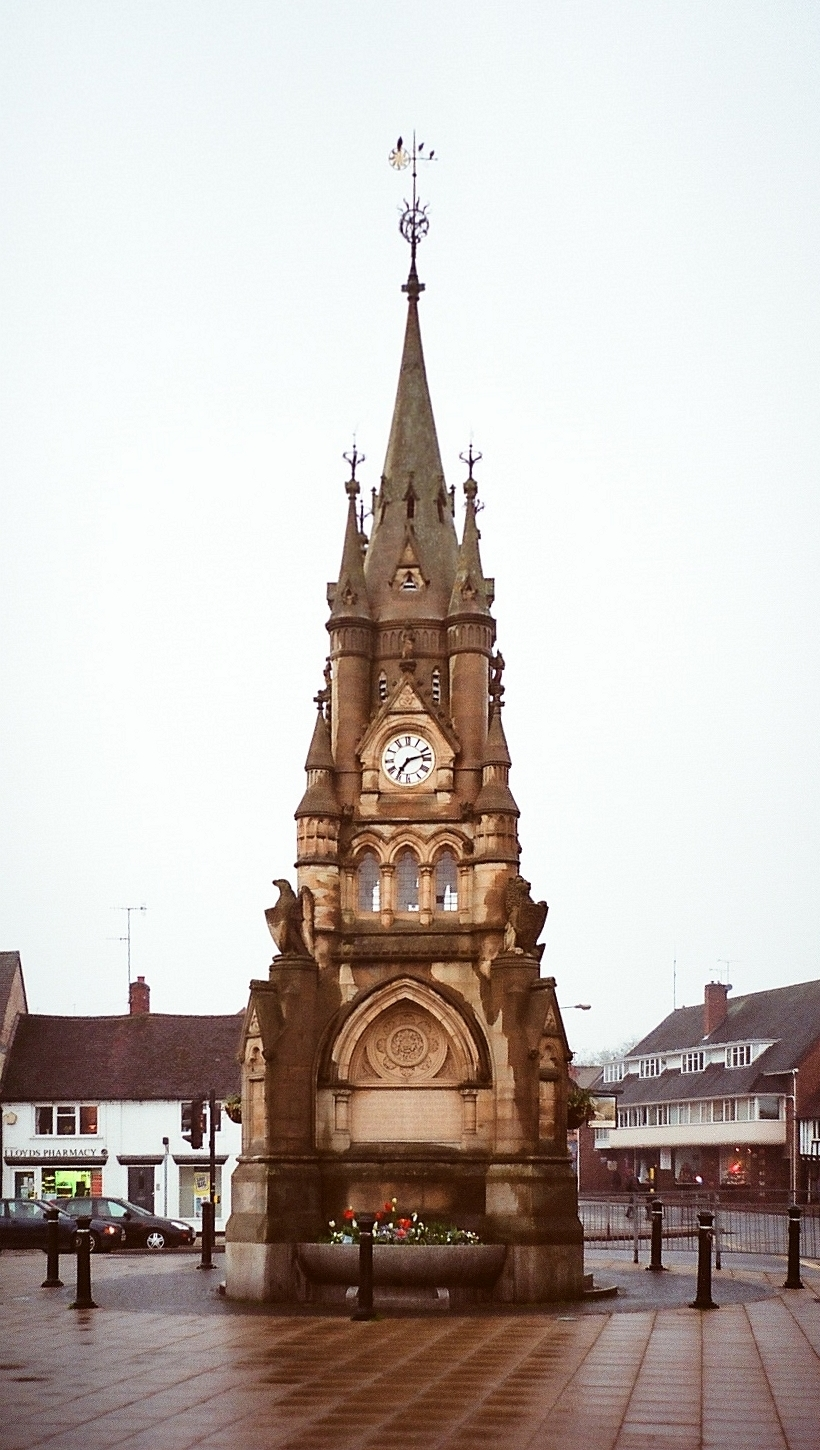
Stratford-upon-Avon Toronyórája.
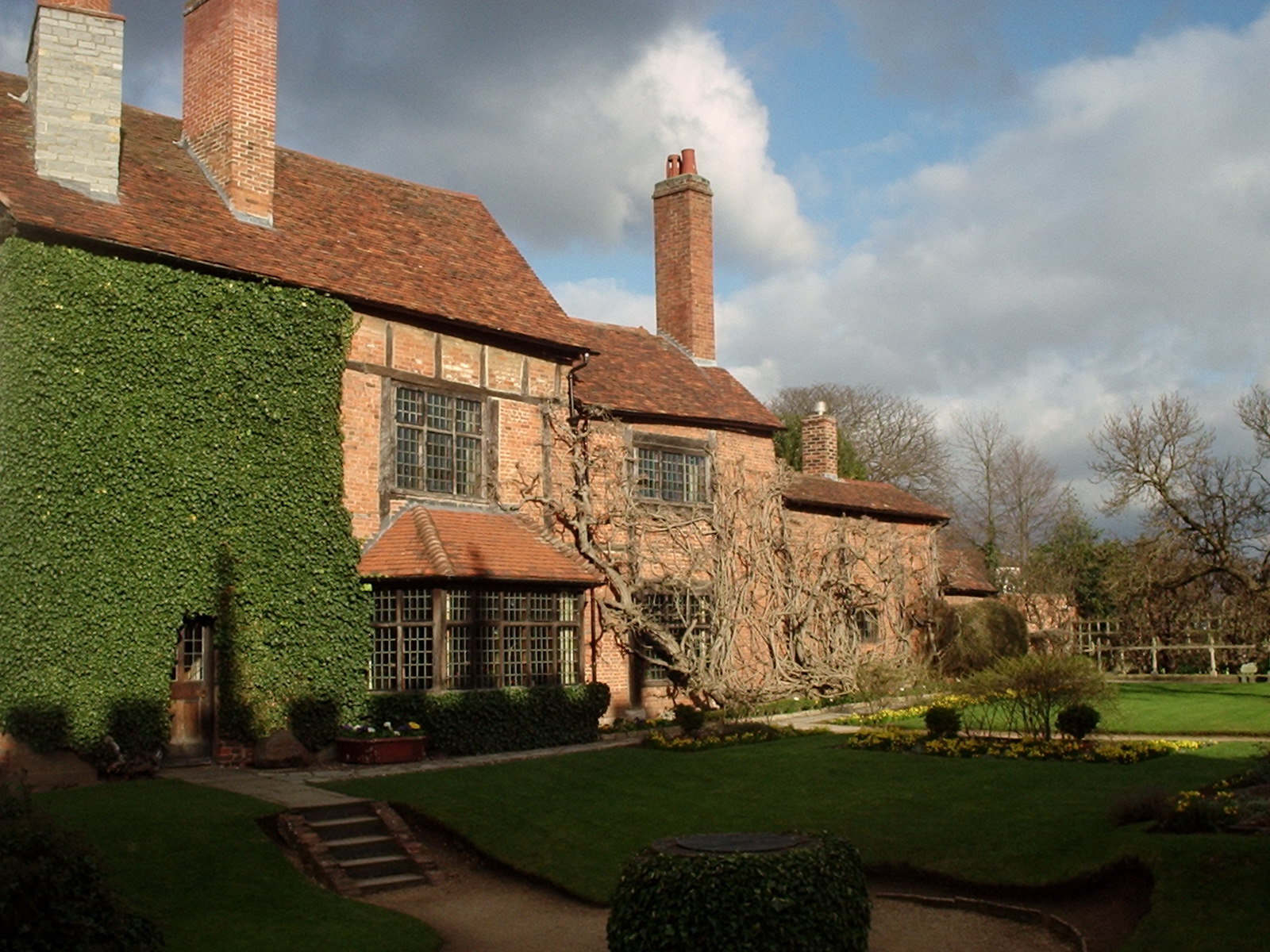
Nash's House, valamint Shakespeare legutolsó rezidenciája (New Place).
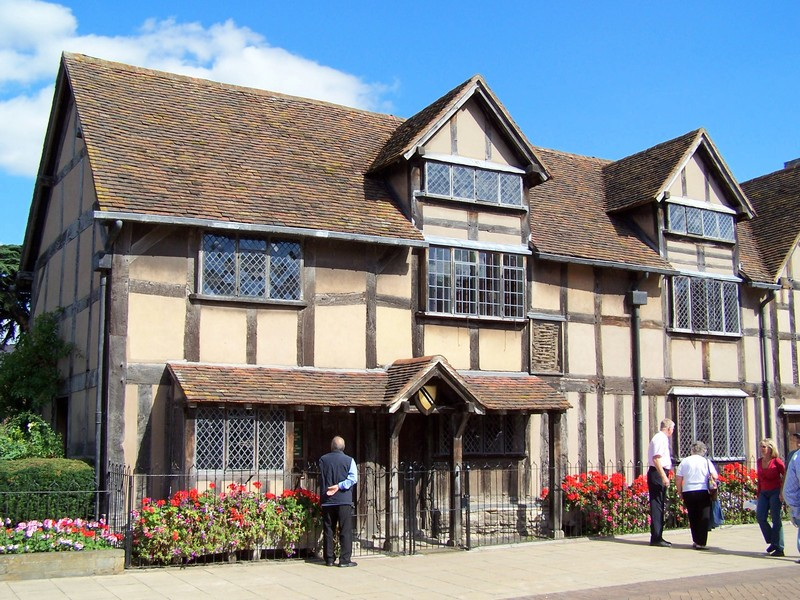
Shakespeare szülőhelye.
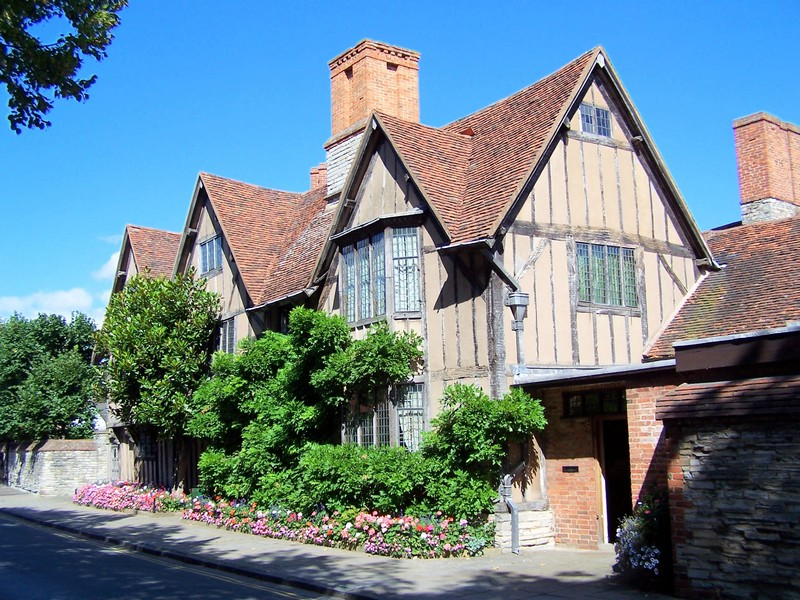
A Hall család telke (Hall's Croft).
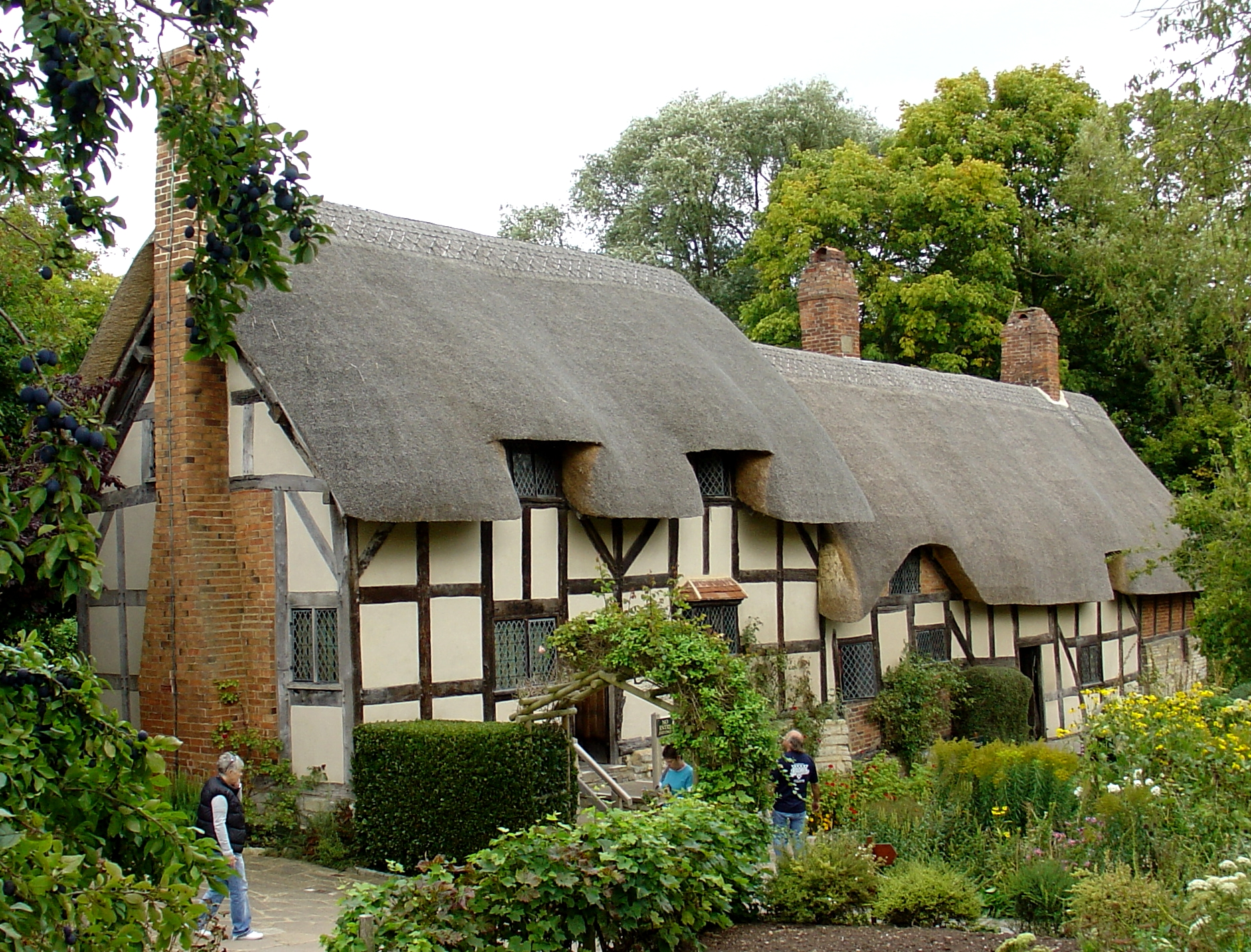
Anne Hathaway háza, amely egykor Shakespeare feleségének a családjáé volt.
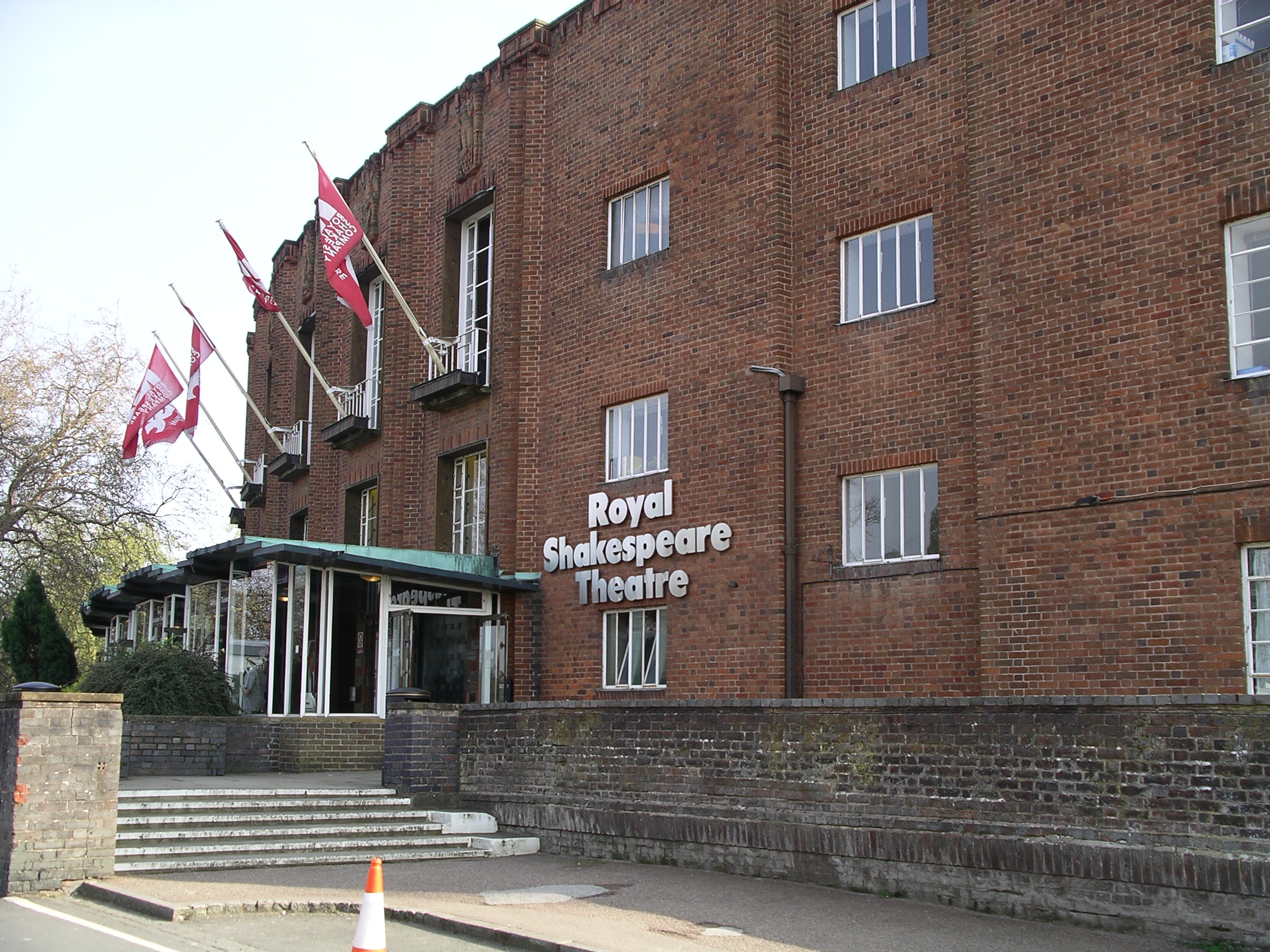
A Királyi Shakespeare Színház.

## Testvérvárosok
- Stratford (Ontario)
- Stratford (Prince Edward-sziget)
- Stratford (Új-Zéland)
- Doha, Katar

## Külső hivatkozások
- Stratford upon Avon Railway Station
- Stratford-upon-Avon Town Council
- Stratford-on-Avon District Council
- Discover Stratford Official Stratford-on-Avon tourism site
- Stratford-upon-Avon az Open Directory Project-ben
- Stratford-upon-Avon Herald Stratford-upon-Avon newspaper
- Stratford Jazz Archiválva 2020. november 24-i dátummal a Wayback Machine-ben local jazz (modern) in its third decade
- Stratford Observer local Stratford-upon-Avon newspaper
- Bishopton Primary School local Primary School
- Shakespeare's School – Stratford-upon-Avon The history of King Edward VI School, Stratford-upon-Avon